# San Juan Alotenango
San Juan Alotenango, o anche soltanto Alotenango, è un comune del Guatemala facente parte del dipartimento di Sacatepéquez.
L'abitato ha origini indigene e si ha notizia della sua presenza al momento dell'arrivo dei conquistadores spagnoli; all'epoca era situato qualche chilometro più a sud dell'ubicazione attuale, ma gli abitanti si trasferirono in un luogo più sicuro per sfuggire alle frequenti colate laviche del vicino vulcano.